# Solomon Perel
Solomon Perel (hebr. ‏שלמה פרל‎, ang. Shlomo Perel, Sally Perel; ur. 21 kwietnia 1925 w Peine w Dolnej Saksonii, zm. 2 lutego 2023) – niemiecki Żyd, który podczas II wojny światowej uniknął prześladowań nazistowskich, udając „Aryjczyka”.

## Życiorys
Solomon Perel urodził się 21 kwietnia 1925 w Peine w Dolnej Saksonii. W 1935 r. Perelowie przeprowadzili się do Łodzi, po zniszczeniu ich rodzinnego sklepu obuwniczego przez nazistów.
Po inwazji III Rzeszy na Polskę we wrześniu 1939 Solomon i jego brat Isaak próbowali uciec na wschód, do części kraju okupowanej przez ZSRR. Solomon znalazł się w sierocińcu w Grodnie prowadzonym przez Komsomoł.
Kiedy III Rzesza napadła na ZSRR, Solomon uciekł z sierocińca i został schwytany przez oddział wojsk niemieckich. Ponieważ pochodził z Niemiec i komunikował się perfekcyjnie po niemiecku, zdołał skutecznie przekonać żołnierzy, że jest Volksdeutschem i został rosyjsko-niemieckim tłumaczem. Odegrał ważną rolę w akcji schwytania oficera Armii Czerwonej Jakowa Dżugaszwili (syna Stalina) i zdobył uznanie w swoim oddziale.
Solomon był obrzezany, z tego powodu żył w ciągłym strachu przed odkryciem jego pochodzenia. Kilkakrotnie próbował ucieczki w głąb ZSRR, lecz bezskutecznie.
Wkrótce, z racji odpowiedniego wieku, Solomon został wysłany do szkoły Hitlerjugend w Brunszwiku. Tam także ukrywał swą tożsamość i zmienił nazwisko na Josef Perjell. W tym czasie miał dziewczynę Leni, żarliwą nazistkę. Nie wyznał jej prawdy, natomiast matka Leni odkryła tajemnicę chłopca. Zachowała ją dla siebie.
Pod koniec wojny Solomon został wzięty do niewoli przez oddział armii amerykańskiej, wkrótce zwolniony z niewoli spotkał swego brata Isaaka. Od drugiego brata – Dawida – dowiedział się o śmierci ojca w łódzkim getcie. Matka Perela zginęła w samochodowej komorze gazowej, zaś siostra podczas marszu śmierci.
W 1948 r. Perel przeniósł się do Izraela i wziął udział w I wojnie izraelsko-arabskiej. Później został biznesmenem. W 1985 po raz pierwszy od zakończenia II wojny światowej odwiedził Niemcy na zaproszenie burmistrza Peine.

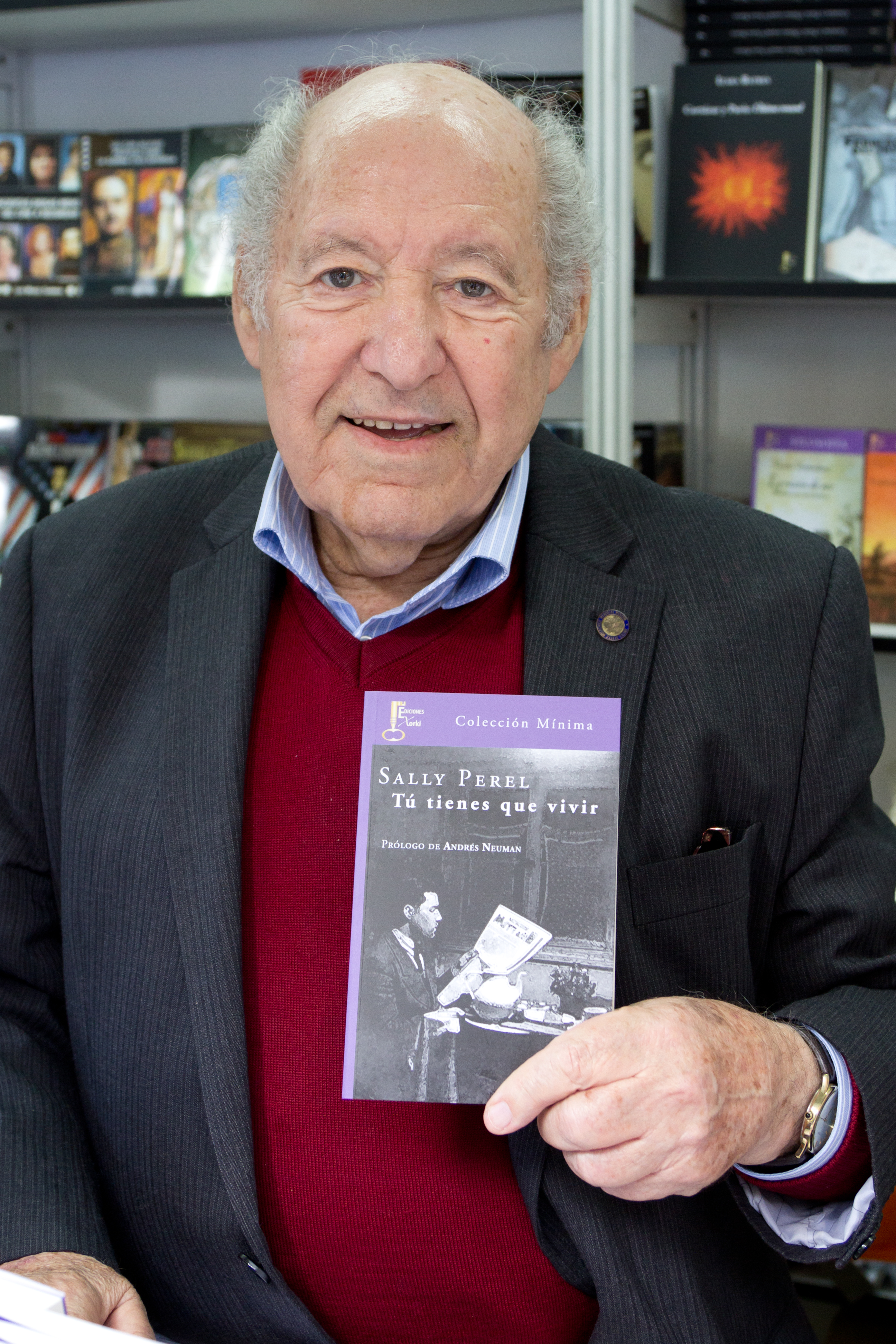
Solomon Perel w 2014 r.

W 1989 r. Perel wydał autobiograficzną książkę wspomnieniową Ich war Hitlerjunge Salomon (I Was Hitler Youth Salomon).
Od 2011 r. Perel był honorowym członkiem Rady Programowej Stowarzyszenia Kulturalno-Edukacyjno-Naukowego „KEN”.

## Inspiracje artystyczne
Na podstawie autobiograficznej książki Perela, Agnieszka Holland nakręciła film Europa, Europa (1990). Perel stał się również bohaterem reportażu Chłopiec na fotografii Agaty Tuszyńskiej, wydanym w zbiorze Kilka portretów z Polską w tle. Reportaże izraelskie.